# Wine and Women / Follow the Wind
A Wine and Woman című szám az első szám, ami felkerült az ausztráliai TOP 20-ba. A számok a Festival Studio Harris Street-i telepén lett rögzítve kétsávos magnófelvételen.

## Közreműködők
- Barry Gibb – ének, gitár
- Robin Gibb – ének, orgona
- Maurice Gibb – ének, gitár
- stúdiózenészek: dob, basszusgitár
- producer: Bill Sheperd

## A lemez dalai
A oldal: Wine and Women (Barry Gibb) (1965), mono 2:52, ének: Barry Gibb, Robin Gibb

B oldal: Follow the Wind (Barry Gibb) (1965), mono 2:07, ének: Barry Gibb, Robin Gibb

## Dalszövegek
- Wine and Woman
- Follow the Wind